# Тошнота и рвота беременных
Тошнота и рвота беременных (ТРБ) — признак беременности, который проявляется тошнотой или рвотой. Несмотря на название («утренняя»), тошнота или рвота могут возникать в любое время дня. Обычно эти симптомы появляются между 4-й и 16-й неделями беременности. Около 10 % женщин продолжают испытывать их после 20-й недели беременности. Тяжёлая форма этого состояния известна как неукротимая рвота (гиперемезис) беременных, она приводит к потере веса.
Причина утренней тошноты неизвестна, но может быть связана с изменением уровня гормона хорионического гонадотропина человека. Некоторые предполагают, что утренняя тошнота — полезная реакция организма с точки зрения эволюции.
Риск утренней тошноты может быть ниже, если женщина принимала витамины для беременных до наступления беременности. В лёгких случаях назначают щадящую диету без специфического лечения. Если показано лечение, первоначально рекомендуется комбинация доксиламина и пиридоксина. Имеются ограниченные данные об эффективности имбиря. В тяжёлых случаях, при отсутствии эффекта от другого лечения, пробуют использовать метилпреднизолон. При потере веса женщине может потребоваться зондовое питание.
Утренняя тошнота в той или иной степени проявляется у 70-80 % беременных женщин. Рвота возникает примерно у 60 % беременных. Гиперемезис беременных встречается примерно в 1,6 % случаев беременности. Утренняя тошнота может отрицательно повлиять на качество жизни, привести к снижению трудоспособности во время беременности и стать причиной дополнительных расходов на здравоохранение. Как правило, лёгкие и умеренные случаи ТРБ не отражаются на состоянии ребёнка. В большинстве тяжёлых случаев исходы также благоприятные, однако некоторые женщины решают прервать беременность из-за тяжести симптомов. К возможным осложнениям утренней тошноты беременных относят энцефалопатию Вернике или разрыв пищевода, однако это случается очень редко.